# Maria van Beckum
Maria van Beckum (Markelo o Goor, prima del 1510 – Delden, 13 novembre 1544) è stata una nobile olandese, giustiziata sul rogo come eretica per la sua fede anabattista.

## Biografia
Figlia di Johan II van Beckum e Johanna van Wrede, Maria si trasferì nel castello di Nijenhuis (presso Diepenheim) con la famiglia dopo la morte dello zio. La madre morì poco dopo la sua nascita e il padre si risposò con Beatrix van de Hoeve. Durante la giovinezza divenne una seguace di David Joris e per questo fu cacciata di casa. 
Nel 1542 gli anabattisti furono dichiarati eretici nei Paesi Bassi e il fratello di Maria, Johan III, l'accolse in casa propria. Maria fu arrestata il 31 maggio 1544 su ordine di Goesen van Raesveldt, balivo di Twente. Maria fu arrestata all'alba e la cognata Ursula, a cui era legata da una profonda amicizia, si offrì di unirsi a lei. Le due furono condannate a morte e Maria fu bruciata a Delden il 13 novembre, poche ore prima della cognata. Il suo corpo carbonizzato fu in seguito esposto al pubblico come monito per oltre un mese e Maria entrò nell'immaginario comune olandese, emergendone come protagonista di ballate e racconti. La leggenda vuole che il palo del suo martirio sia fiorito dopo la sua morte.